# Вировитицька жупанія

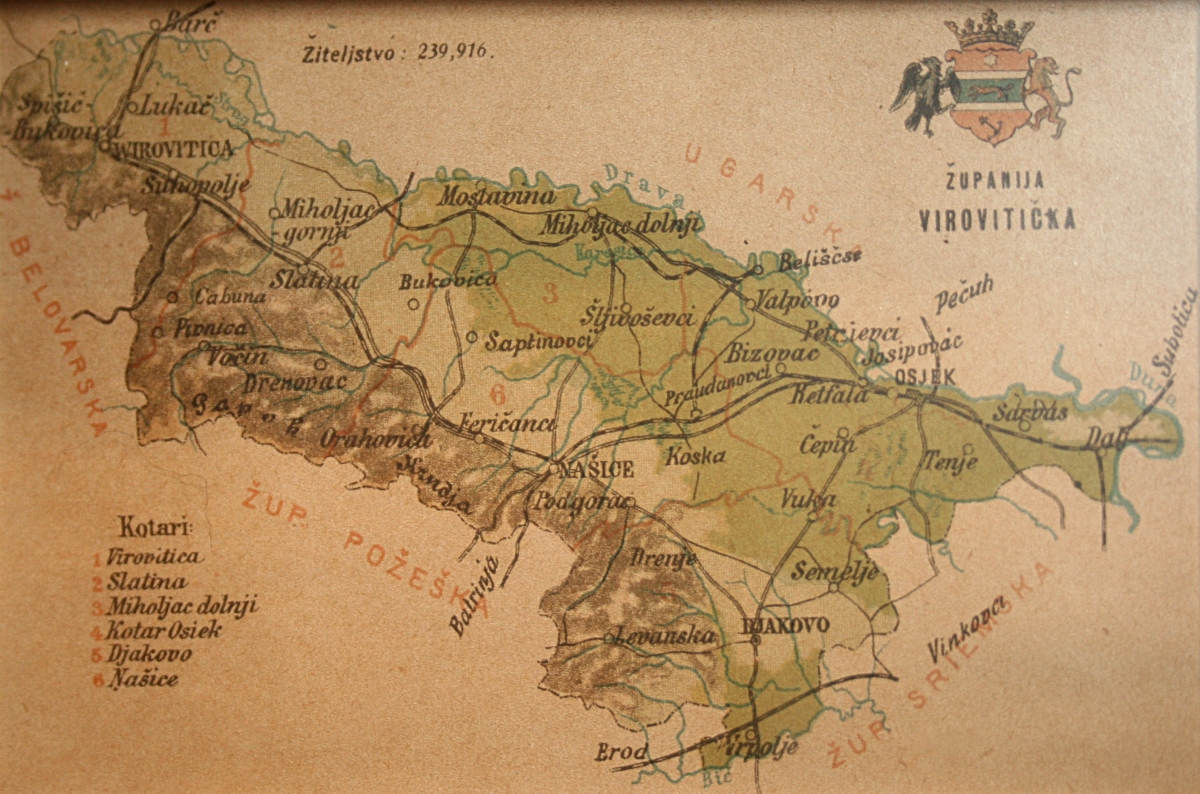
Історична карта Вировитицької жупанії

Вировитицька жупанія (хорв. Virovitička županija, угор. Verőce vármegye, лат. Comitatus Veröcenzis) — адміністративно-територіальна одиниця (жупанія) Королівства Хорватія і Славонія, що входило до угорської частини дуалістичної Австро-Угорщини. Простягалася вздовж правого (південного) берега річки Драва аж до її впадіння в Дунай. Її адміністративним центром спочатку була Вировитиця, а наприкінці XVIII століття його перенесли в Осієк (угор. Eszék).

## Історія
Територія Вировитицької жупанії належала до Хорватського королівства, яке 1102 року вступило в особисту унію з Угорським королівством, а 1526 року спільно з ним увійшло в монархію Габсбургів.
Уперше Вировитицька жупанія, чи то пак вировитицький жупан, згадується 1269 року. Середньовічна Вировитицька жупанія простиралася довкола Вировитиці, на сході — до Вашки (яку вона не включала), на заході — до Шпишич-Буковиці, на півдні — до Сухополя, а на півночі впиралася у Драву.
У 1541—1552 роках цю територію завоювала Османська імперія (саму Вировитицю — у 1547 році). Правління турків тривало до 1687 року. 1718 року, після того, як цю місцевість відвоювали в Османської імперії, жупанію було відновлено. Коли 1918 року хорватський парламент розірвав державно-правові відносини з Австрією та Угорщиною, жупанія опинилася в Державі словенців, хорватів і сербів, а 4 червня 1920 року, за Тріанонським договором, увійшла до новоутвореного Королівства СХС, де в 1924 році потрапила до складу новоствореної Осієцької області.

## Населення
1900 року жупанія налічувала 243 101 жителя, які поділялися на такі мовні спільноти:
- хорватська: 114 018 (46,9 %)
- німецька: 43 577 (17,9 %)
- сербська: 41 998 (17,3 %)
- угорська: 33 298 (13,7 %)
- словацька: 4 278 (1,8 %)
- руська: 94 (0,0 %)
- румунська: 21 (0,0 %)
- інші чи невідомі: 5 817 (2,4 %)

Згідно з переписом населення 1900 р., жупанія включала такі релігійні громади:
- римокатолики: 188 139 (77,4 %)
- православні серби: 42 381 (17,4 %)
- юдеї: 5 044 (2,1 %)
- кальвіністи: 4 396 (1,8 %)
- лютерани: 2 330 (1,0 %)
- грекокатолики: 116 (0,0 %)
- унітаріани: 8 (0,0 %)
- інше чи невідомі: 147 (0,0 %)

1910 року жупанія налічувала 272 430 жителів, які поділялися на такі мовні спільноти:
- хорватська: 137 394 (50,4 %)
- німецька: 40 766 (15,0 %)
- сербська: 46 658 (17,1 %)
- угорська: 37 656 (13,8 %)
- словацька: 3 691 (1,4 %)
- руська: 439 (0,02 %)
- румунська: 64 (0,0 %)
- інші чи невідомі: 5 762 (2,1 %)

Згідно з переписом населення 1910 р., жупанія включала такі релігійні громади:
- римокатолики: 211 206 (77,5 %)
- православні серби: 47 994 (17,6 %)
- юдеї: 5 199 (2,0 %)
- кальвіністи: 5 112 (1,9 %)
- лютерани: 2 176 (0,8 %)
- грекокатолики: 677 (0,2 %)
- унітаріани: 1 (0,0 %)
- інше чи невідомі: 65 (0,0 %)

## Адміністративний поділ
Жупанія на початку ХХ ст. мала такий адміністративно-територіальний поділ: 
| Дистрикти          | Дистрикти      |
| Район              | Столиця        |
| ------------------ | -------------- |
| Virovitica         | Вировитиця     |
| Đakovo             | Джаково        |
| Donji Miholjac     | Доній Михоляць |
| Našice             | Нашиці         |
| Osijek             | Осієк          |
| Slatina            | Слатина        |
| Муніципальні міста |                |
| Осієк              |                |